# Lev Bourtchalkine
Lev Dmitriévitch Bourtchalkine (en russe : Лев Дмитриевич Бурчалкин) est un footballeur international soviétique et entraîneur de football russe né le 9 janvier 1939 à Léningrad et mort le 7 septembre 2004 dans la même ville, devenue entre-temps Saint-Pétersbourg.
Évoluant au poste d'attaquant au niveau professionnel entre 1957 et 1972, il passe l'intégralité de sa carrière au Zénith Léningrad, disputant 423 rencontres pour 82 buts marqués avec le club et connaît durant cette période une sélection avec l'Union soviétique en 1964. Reconverti par la suite comme entraîneur, il dirige notamment le Luch Vladivostok à trois reprises ainsi que plusieurs équipes de Saint-Pétersbourg.

## Biographie

### Carrière de joueur
Né et formé dans la ville de Léningrad, Lev Bourtchalkine intègre à partir de 1957 l'équipe première du Zénith Léningrad et fait ses débuts en championnat la même année contre le Dynamo Kiev le 15 septembre, à l'âge de 18 ans, avant de marquer son premier but un mois plus tard contre le Krylia Sovetov Kouïbychev le 26 octobre. S'imposant par la suite progressivement au sein de l'équipe, il devient un titulaire régulier à partir de la saison 1961 tandis qu'il connaît ses meilleurs années au début des années 1960 en atteignant ou dépassant la barre des dix buts marqués en championnat entre 1961 et 1963. Passant finalement l'intégralité de sa carrière sous les couleurs du Zénith, il cumule ainsi 423 rencontres disputées et 82 buts marqués en seize saisons entre 1957 et 1972, devenant une des légendes du club durant cette période pourtant délicate sur le plan sportif qui voit l'équipe lutter la plupart du temps pour se maintenir en première division. Il dispute son dernier match professionnel le 8 septembre 1972 face au Dniepr Dniepropetrovsk, durant lequel il inscrit un but sur penalty avant de prendre sa retraite à l'âge de 33 ans.
Ses prestations avec le Zénith lui ont par ailleurs valu d'être appelé par Konstantin Beskov avec l'Union soviétique à l'occasion d'un match amical contre l'Uruguay le 20 mai 1964, pour sa seule et unique sélection. Il est également appelé par Valeri Lobanovski à deux reprises dans le cadre des barrages de qualification pour les Jeux olympiques d'été de 1964, disputant deux rencontres contre l'Allemagne de l'Est en mai et juillet 1964 qui s'achèvent sur l'élimination des Soviétiques.

### Carrière d'entraîneur
Démarrant des études d'entraîneur après la fin de sa carrière, Bourtchalkine devient en 1973 entraîneur du Luch Vladivostok en troisième division soviétique et amène le club à plusieurs places de haut de classement, sans pour autant parvenir à l'amener à la promotion avant de se retirer à la fin de la saison 1976 pour devenir entraîneur adjoint au Dinamo Léningrad. Après avoir obtenu un diplôme à l'école supérieure des entraîneurs de Moscou, il est par la suite impliqué dans l'organisation des rencontres de la phase de groupes des Jeux olympiques d'été de 1980 disputées à Léningrad. Il est invité en 1981 à prendre la tête de la sélection vénézuélienne mais n'est pas autorisé à quitter l'Union soviétique en raison de son passage récent au Luch Vladivostok, club lié à des entreprises gardées secrètes par les autorités, afin de limiter les risques de fuites de secrets d'État. Une situation similaire se reproduit l'année suivante alors qu'il a cette une proposition en provenance des Seychelles.
Finalement autorisé à quitter le pays au cours des années 1980, il rallie alors l'archipel des Maldives où il devient dans un premier temps entraîneur dans une équipe de jeunes locale et dirige également quelques rencontres avec les sélections nationales de jeunes avant d'être nommé à la tête du club du Victory SC entre 1985 et 1987. Rentrant par la suite en Union soviétique, il devient adjoint de Stanislav Zavidonov (en) au Zénith Léningrad à partir de 1988 avant de devenir directeur d'une école de sport dans une usine locale en juin 1989. Il prend ensuite le poste d'entraîneur principal du Chakhtior Karagandy entre septembre 1990 et la fin d'année 1991.
Après la fin de l'Union soviétique, Bourtchalkine fait son retour au Luch Vladivostok durant la première partie de saison 1992, avant de prendre la tête du Kosmos Saint-Pétersbourg l'année suivante jusqu'à la dissolution de l'équipe à la mi-saison 1993. Il dirige ensuite le Lokomotiv Saint-Pétersbourg jusqu'en septembre 1994 avant de faire un troisième passage au Luch Vladivostok, avec qui il termine sixième de deuxième division lors de la saison 1995.
Il fait par la suite à nouveau son retour au Zénith Saint-Pétersbourg, devenant dans un premier temps adjoint de Pavel Sadyrine avant de devenir entraîneur du club-école du Zénith-2 en troisième division. Il entraîne brièvement le Pskov-2000 (en) en 2001 avant de revenir au Zénith-2 pour la saison 2002. Il met par la suite un terme à sa carrière d'entraîneur. Il meurt de maladie deux ans plus tard le 7 septembre 2004. Un tournoi annuel international pour jeunes est nommé en son honneur à Saint-Pétersbourg en 2016.

## Statistiques de joueur
| Saison                | Club                  | Championnat           | Championnat | Championnat | Coupe(s) nationale(s) | Coupe(s) nationale(s) | Total | Total |
| Saison                | Club                  | Division              | M.          | B.          | M.                    | B.                    | M.    | B.    |
| 1957                  | Zénith Léningrad      | D1                    | 5           | 1           | 1                     | 0                     | 6     | 1     |
| 1958                  | Zénith Léningrad      | D1                    | 10          | 3           | -                     | -                     | 10    | 3     |
| 1959                  | Zénith Léningrad      | D1                    | 16          | 2           | 1                     | 0                     | 17    | 2     |
| 1960                  | Zénith Léningrad      | D1                    | 19          | 1           | -                     | -                     | 19    | 1     |
| 1961                  | Zénith Léningrad      | D1                    | 31          | 11          | 5                     | 1                     | 36    | 12    |
| 1962                  | Zénith Léningrad      | D1                    | 29          | 12          | -                     | -                     | 29    | 12    |
| 1963                  | Zénith Léningrad      | D1                    | 38          | 10          | -                     | -                     | 38    | 10    |
| 1964                  | Zénith Léningrad      | D1                    | 32          | 5           | 1                     | 0                     | 33    | 5     |
| 1965                  | Zénith Léningrad      | D1                    | 32          | 8           | 1                     | 1                     | 33    | 9     |
| 1966                  | Zénith Léningrad      | D1                    | 34          | 4           | 3                     | 0                     | 37    | 4     |
| 1967                  | Zénith Léningrad      | D1                    | 25          | 3           | -                     | -                     | 25    | 3     |
| 1968                  | Zénith Léningrad      | D1                    | 37          | 3           | 1                     | 0                     | 38    | 3     |
| 1969                  | Zénith Léningrad      | D1                    | 32          | 6           | -                     | -                     | 32    | 6     |
| 1970                  | Zénith Léningrad      | D1                    | 25          | 4           | 4                     | 1                     | 29    | 5     |
| 1971                  | Zénith Léningrad      | D1                    | 27          | 4           | 4                     | 1                     | 31    | 5     |
| 1972                  | Zénith Léningrad      | D1                    | 10          | 1           | -                     | -                     | 10    | 1     |
| Total sur la carrière | Total sur la carrière | Total sur la carrière | 402         | 78          | 21                    | 4                     | 423   | 82    |